# Takahiro Satō
Takahiro Satō (佐藤タカヒロ, Satō Takahiro, 1976 – 3 de julho de 2018) foi um artista de mangá japonês.

## Carreira
Ele criou o mangá Samejima, Saigo no Jūgonichi, uma série de sumô. O mangá foi composto por 33 volumes, enquanto a última edição foi lançada em julho de 2018.
Satō morreu em 3 de julho de 2018 aos 41 anos devido a causas desconhecidas.